# (7796) Járacimrman
(7796) Járacimrman – planetoida z pasa głównego asteroid okrążająca Słońce w ciągu 4 lat i 128 dni w średniej odległości 2,66 j.a. Została odkryta 16 stycznia 1996 roku przez Zdenka Moravca. Przed nadaniem nazwy planetoida nosiła oznaczenie tymczasowe (7796) 1996 BG.